# Elijah Dijkstra
Elijah Dijkstra (* 5. August 2006 in Assendelft) ist ein niederländischer Fußballspieler.
Er spielt seit Jugendtagen bei AZ Alkmaar und dort als Verteidiger. Zudem ist Dijkstra auch niederländischer Nachwuchsnationalspieler.

## Laufbahn im Verein

### AZ Alkmaar
Elijah Dijkstra begann mit dem Fußballspielen bei Fortuna Wormerveer, bevor er im Alter von zwölf Jahren in die Akademie von AZ Alkmaar wechselte. Am 21. April 2023 kam er bei der 0:1-Niederlage im Zweitligaspiel beim FC Dordrecht zu seinem ersten Einsatz für die zweite Mannschaft von AZ. Dijkstras erster Pflichtspieleinsatz für die erste Mannschaft war das Spiel im KNVB-Beker am 27. Februar 2025 bei Heracles Almelo, als sich AZ Alkmaar nach Elfmeterschießen durchsetzen konnte, am 16. März 2025 folgte beim 2:2 bei Ajax Amsterdam auch sein erstes Spiel in der Eredivisie. Insgesamt absolvierte er während der Saison drei Pflichtspieleinsätze.

## Nationalmannschaftskarriere
Elijah Dijkstra kam für die Nachwuchsnationalmannschaften der Niederlande in den U16, U17, U18 und U19 zum Einsatz. Bei der U17-Europameisterschaft 2023 in Ungarn war in der Gruppenphase Endstation, dabei kam er in allen drei Spielen zum Einsatz. Bei der U19-Europameisterschaft 2025 in Rumänien kam er gleichfalls in allen Spielen zum Einsatz und gewann mit seiner Mannschaft den Titel.